# Савойский дом
Саво́йская династия (итал. Casa Savoia, фр. Maison de Savoie) — род, правивший с XI века графством Савойя и маркграфством Суза, с 1416 года — Савойским герцогством, с 1720 года — Сардинско-Пьемонтским королевством и с 1861 года до конца Второй мировой войны — Итальянским королевством. В разное время власть Савойского дома распространялась и на другие территории, включая Во и Ниццу. При Эммануиле Филиберте в конце XVI века столицей савойских владений стал город Турин.

## История
Родовые владения первоначально располагались в Савойе, престольным градом считался Шамбери. Первый исторически достоверный представитель рода Гумберт (Умберт) I Белорукий (970/980 — 19 июля 1047/1051), граф Сальмуранк (во Вьеннуа) в 1003, граф Ньона в 1018 году и граф Аоста в 1023 году. Он состоял в близком окружении короля Арелата Рудольфа III. Затем он поддержал преемника Рудольфа, императора Конрада II. В 1033 году Гумберт подчинил епископа Морьена, который, опираясь на противника императора Эда II де Блуа, пытался добиться независимости. В качестве награды Конрад отдал Гумберту часть упразднённого епископства, названного графством Савойя (comes in agro Savojensi), получив титул графа де Морьен. Позже он ещё увеличил свои владения.

Сын Гумберта I, Эд (Оттон) посредством брака, заключённого в 1050 году с Адельгейдой, дочерью и наследницей Манфреда, маркграфа Туринского, получил Пьемонт. Его преемники в борьбе между гвельфами и гибеллинами были постоянными союзниками императоров. Им удалось несколько расширить свои наследственные владения как в Италии, так и в Швейцарии. 
Граф Пьер II (ум. 1268) присоединил к Савойе Во. При его племянниках Томасе III и Амадее V Пьемонт и Савойя разделились. Позже Амадей V был возведён в звание имперского князя. В 1388 году Амадей VII (1383—1391) присоединил к Савойе графство Ницца. Его сын Амадей VIII в 1416 году получил от императора Сигизмунда титул герцога Савойского.
В 1418 году Пьемонтская ветвь угасла, и Пьемонт вновь соединился с Савойей. В 1422 году император даровал в лен герцогу Савойскому графство Геную. В 1434 году Амадей VIII сложил с себя власть. Пять лет спустя он был избран папой под именем Феликс V, но в 1449 году отрёкся от тиары. Сын его Людовик (1434—1465) установил законом нераздельность Савойи и Пьемонта.
В 1530—1536 годах, при герцоге Карле III, Савойя потеряла Женеву, Ваадт и другие владения в Швейцарии. В 1536 году французы, прикрываясь правами Луизы Савойской, во время войны с императором Карлом V заняли Турин, потом почти весь Пьемонт и Савойю. Только в 1559 году Эммануил Филиберт, сын Карла III, сумел отвоевать свои родовые владения, кроме некоторых крепостей, которые были возвращены ему позднее. Его управление может считаться концом феодальной системы и началом просвещённого абсолютизма.
Чтобы обезопасить центр владений от нападений французов, он перенёс столицу герцогства в Турин. Сын его Карл Эммануил I (1580—1630), честолюбивый и беспокойный, вовлёк страну в многочисленные войны, в особенности с Францией. Герцог Виктор Амадей II в войне за испанское наследство присоединился сперва к Людовику XIV, потом (1703) перешёл на сторону Австрии. Вследствие этого почти всё его государство было занято французами, и только победа Евгения Савойского при Турине (1706) восстановила его власть.
По Утрехтскому миру 1713 года Виктор-Амадей II получил Монферрат, значительную часть герцогства Миланского и королевства Сицилийского. Взамен Сицилии, которая в 1718 году была завоёвана испанцами, по Лондонскому договору он получил остров Сардинию, переданный австрийцами в августе 1720 года, удержав при этом королевский титул. С тех пор Савойя, Пьемонт и Сардиния составляли единое Сардинское королевство.
Старшая линия Савойского дома угасла в 1831 году. Королём стал Карл Альберт из кариньянской ветви, происходившей от Томаса, младшего брата Виктора Амадея I, герцога Савойского (1630—1637). В 1860 году сын Карла Альберта, король Виктор Эммануил II, в вознаграждение за присоединение к его королевству Пармы, Тосканы, Модены и Романьи уступил Франции Савойю вместе с Ниццей.

В 1861 году он стал королём объединённой Италии. За год до этого монарх преподнёс в дар нации собранную поколениями его предков картинную галерею Савойского дома. 

#### На троне объединённого Итальянского королевства
После смерти Виктора Эммануила II в 1878 году вторым королём Италии стал его сын Умберто I, а после Умберто, погибшего в 1900 году от рук анархиста, третьим королём Италии стал его сын Виктор Эммануил III.
Начиная с 1922 года значение Виктора Эммануила III стало чисто номинальным, так как реальная власть не без его помощи перешла к фашистам во главе с Бенито Муссолини. Пропаганда времён фашизма откровенно оттеснила царствовавшего государя вообще за всякие рамки: его фотографии заменялись на портреты дуче, кадры с его участием вырезались из фильмов и т. п. Король никогда не возражал против решений фашистского правительства, не делал ничего, чтобы защитить преданных ему придворных и офицеров, подвергавшихся репрессиям (в том числе по расовому признаку после 1938 года). Это унижение короля резко отрицательно сказалось на престиже династии. В 1936 году, после захвата Эфиопии (Вторая итало-эфиопская война), он был провозглашён императором Эфиопии; в 1939 году — королём Албании (полного международного признания эти титулы не получили). В 1938 году королю и Муссолини были присвоены звания Первых маршалов Империи.
В 1943 году, при приближении войск союзников к Риму, король поддержал решение Большого фашистского совета сместить и арестовать дуче. Король отказался от эфиопского и албанского титулов и с этого времени поддерживал союзников. После нового наступления немцев и оккупации ими Рима он в том же году бежал в Египет.

9 мая 1946 года Виктор Эммануил III официально отрёкся от престола в пользу своего сына Умберто II. Однако, по мнению некоторых, монархия была скомпрометирована сотрудничеством с фашистской диктатурой, в результате чего 12 июня 1946 года после референдума об отмене монархии Умберто II был низложен и вынужден отбыть в изгнание, процарствовав 33 дня (за что получил прозвище «майского короля»). 
На этом история Савойской династии в качестве царствующего дома закончилась. 13-е переходное положение Конституции Италии запретило не только занимать членам и потомкам Савойской династии официальные должности и выборные посты, но и вообще посещать Италию бывшим королям Савойской династии, их супругам и потомкам по мужской линии. Однако в июле 2002 года стараниями Эммануила Филиберта Савойского Парламент Италии частично снял запрет, разрешив представителям Савойской династии вернуться в страну: 10 ноября 2002 года состоялось историческое возвращение Виктора Эммануила Савойского, главы дома, на родину.

#### За пределами Италии
Некоторые из представителей Савойской династии царствовали в других странах. Среди них:
- Амадей I — кратковременный король Испании в 1871—1873 годах.
- Его внук, Томислав II — в 1941—1943 годах номинальный король т. н. Независимого государства Хорватия, созданного Италией и Германией на большей части территории современных Хорватии и Боснии и Герцеговины. За время своего «царствования» ни разу не посетил «подвластное» ему королевство.

Кроме того, представителем Савойского дома являлся знаменитый австрийский полководец и государственный деятель XVII—XVIII веков Евгений Савойский (1663—1736) — он приходился правнуком савойскому герцогу Карлу Эммануилу I.
После кончины короля Левона VI из династии Лузиньян, посредством династических браков и наследования титулов, с 1485 года титул Короля Армении перешёл к Савойскому дому. Так, в полной титулатуре Виктора Эммануила II числится и Армения: «Милостью Божьей и волею народа Король Италии, Король Сардинии, Кипра, Иерусалима, Армении».
В 1439-м году первый герцог Савойский Амадей VIII провозгласил себя папой Феликсом V. Был свергнут. После отречения возглавлял Коллегию кардиналов при Николае V.

### Резиденции савойских монархов
В 1997 году ЮНЕСКО приняло решение включить в список Всемирного наследия — Дворцы Савойского дома в Турине и его окрестностях (14 объектов), из которых можно выделить следующие:
- Палаццо Реале
- Палаццо Мадама
- Палаццо Кариньяно
- Замок Валентино
- Замок Раккониджи
- Замок в Монкальери
- Ступиниджи

|                              |  |                                                    |  |                                           |
| Шильонский замок в Швейцарии |  | Одна из резиденций средневековых монархов в Турине |  | Ньонский замок на берегу Женевского озера |

### Ветви дома
- Пьемонтская. Родоначальник — Томас III (1199—1259), князь Пьемонта с 1259. Угасла в 1318 году.
- Во. Родоначальник — Людовик I (1250—1302), князь Во. Угасла в 1350 году.
- Немурская. Родоначальник — Филипп (1490—1533), герцог де Немур. Угасла в 1659 году.
- Кариньянская. Родоначальник — Томас (1595—1656), князь Кариньяна. Существует в настоящий момент. От неё отделились Аостская (существует ныне), Генуэзская (угасла в мужском поколении в 1996 году) и Суассонская (угасла в 1734 году) ветви.

## Генеалогия
- Гумберт I Белорукий (980—1048), граф Савойи
  - Амадей I (-1051), граф Савойи
  - Оттон I (-1060), граф Савойи
    - Пьетро (-1078), граф Савойи
    - Амадей II (1048—1094), граф Савойи
      - Гумберт II (-1103), граф Савойи
        - Амадей III (1095—1149), граф Савойи
          - Гумберт III (1136—1189), граф Савойи
            - Томас I (1178—1233), граф Савойи и сеньор Пьемонта
              - Амадей IV (1197—1253), граф Савойи
                - Бонифаций I (1244—1263), граф Савойи

              - Пьер II (1203—1268), граф Савойи
              - Филипп I (1207—1285), граф Савойи
              - Князья Пьемонта: 
Томас II (1199—1259), князь Пьемонта
                - Томас III (1248—1282), князь Пьемонта
                  - Филипп I (1278—1334), князь Пьемонта, князь Ахеи с 1301 по 1307
                    - Жак (1315—1367), князь Пьемонта
                      - Филипп II (1340—1368), князь Пьемонта
                      - Амадей (1363—1402), князь Пьемонта
                      - Людовик (1364—1418), князь Пьемонта

                - Графы Савойи:
Амадей V (1249—1323), граф Савойи
                  - Эдуард I (1284—1329), граф Савойи
                  - Аймон (1291—1343), граф Савойи
                    - Амадей VI (1334—1383), граф Савойи
                      - Амадей VII (1360—1391), граф Савойи
                        - Амадей VIII (1383—1451), герцог Савойи, князь Пьемонта
                          - Людовик I (1402—1465), герцог Савойи
                            - Амадей IX (1435—1472), герцог Савойи
                              - Филиберт I (1465—1482), герцог Савойи
                              - Карл I (1468—1490), герцог Савойи
                                - Карл II (1489—1496), герцог Савойи

                            - Людовик (1436—1482), граф Женевы, король Кипра
                            - Филипп II (1438—1497), герцог Савойи
                              - Филиберт II (1480—1504), герцог Савойи
                              - Луиза Савойская (1476—1531)
 ∞Карл Орлеанский (1459—1496), граф Ангулемский
                                - Франциск I, (1494—1547), король Франции

                              - Карл III (1486—1553), герцог Савойи
                                - Эммануил-Филиберт (1528—1580), герцог Савойи
                                  - Карл Эммануил I (1562—1630), герцог Савойи
                                    - Виктор Амадей I (1587—1637), герцог Савойи
                                      - Франц Гиацинт (1627—1638), герцог Савойи
                                      - Карл Эммануил II (1634—1675), герцог Савойи
                                        - Виктор-Амадей II (1666—1732), герцог Савойи, король Сицилии 1713—20, король Сардинского королевства 1720—30
                                          - Карл-Эммануил III (1701—1773), король Сардинского королевства
                                            - Виктор-Амадей III (1726—1796), король Сардинского королевства
                                              - Карл Эммануил IV (1751—1819), король Сардинского королевства
                                              - Виктор Эммануил I (1759—1824), король Сардинского королевства
                                              - Карл-Феликс (1765—1831), король Сардинского королевства

                                    - Кариньянская ветвь
Томас Франциск (1595—1656), принц Кариньяно
                                      - Эммануил Филиберт (1628—1709), принц Кариньяно
                                        - Виктор Амадей I (1690—1741), принц Кариньяно
                                          - Людовик Виктор (1721—1778), принц Кариньяно
                                            - Виктор Амадей II (1743—1780), принц Кариньяно
                                              - Карл Эммануил (1770—1800), принц Кариньяно
                                                - Карл Альберт (1798—1849), король Сардинского королевства
                                                  - Виктор Эммануил II (1820—1878), король Сардинского королевства, король Италии
                                                    - Умберто I (1844—1900), король Италии
                                                      - Виктор Эммануил III (1869—1947), король Италии
                                                        - Умберто II (1904—1983), король Италии
                                                          - Виктор Эммануил (1937—2024)
                                                            - Эммануил Филиберт (род. 1972)

                                                    - Герцоги Аостские
Амедео (1845—1890), герцог Аостский, король Испании
                                                      - Эммануил-Филиберт (1869—1931), герцог Аостский
                                                        - Амедео (1898—1942), герцог Аостский, вице-король Эфиопии
                                                        - Аймоне (1900—1948), герцог Аостский, король Хорватии (Томислав II)
                                                          - Амедео, 5-й герцог Аостский
                                                            - Аймоне (род. 1967), герцог Апулийский
                                                              - Умберто (род. 2009)

                                                      - Виктор Эммануил (1872—1946), граф Туринский
                                                      - Луиджи Амедео (1873—1933), гц. Абруцци
                                                      - Умберто (1889—1918), гр. Салеми

                                                  - Герцоги Генуэзские
Фердинандо (1822—1855), герцог Генуэзский
                                                    - Томмазо (1854—1931), герцог Генуэзский
                                                      - Фердинандо (1884—1963), герцог Удинский, герцог Генуэзский
                                                      - Филиберто (1895—1990), герцог Пистойский
                                                      - Адальберт (1898—1982), герцог Бергамо
                                                      - Эудженио (1906—1996), герцог Анконский

                                      - Графы Суассона
Евгений-Морис (1635—1673), граф Суассона
                                        - Луи-Томас (1657—1702), граф Суассона
                                          - Эммануил-Томас (1687—1729), граф Суассона
                                            - Евгений-Жан-Франсуа (1714—1734), граф Суассона

                                        - Евгений (1663—1736)

                              -  Герцоги де Немур
Филипп (1490—1533), герцог Немурский
                                - Жак (1531—1585), герцог Немурский
                                  - Карл-Эммануил (1567—1595), герцог Немурский
                                  - Генрих I (1572—1632), герцог Немурский
                                    - Луи (1615—1641), герцог Немурский
                                    - Карл-Амадей (1624—1652), герцог Немурский
                                    - Генрих II (1625—1659), архиепископ Реймский

                            - Шарлотта (1445—1483)
 ∞ Людовик XI, король Франции

                - Князья Во:
Луи I (1250—1302), князь Во
                  - Луи II (1290—1350), князь Во
                    - Луи III[источник не указан 1914 дней] (-1339)

## В астрономии
В честь Савойского дома назван астероид (1115) Сабауда, открытый 13 декабря 1828 года итальянским астрономом Луиджи Вольтой в Туринской обсерватории